# Новочеркасский проспект
Новочерка́сский проспе́кт (с 1983 по 1990 гг. — Красногвардейский проспект) — проспект в Красногвардейском районе Санкт-Петербурга. Проходит от Комаровского проезда до Гранитной улицы. На юг продолжается Дальневосточным проспектом.

## История проспекта
До начала XVII века в месте, где сегодня начинается Новочеркасский проспект, находилось русское торговое поселение, а в 1611 году была основана шведская крепость Ниеншанц, разрушенная после основания Санкт-Петербурга.
В XVIII и начале XIX века здесь находились охтинские поселения, которые были включены в состав Санкт-Петербурга как его XIII часть в 1828 году. Тогда же был принят «план урегулирования Охтинских слобод», предусматривавший создание дороги через эти земли, однако долгое время осуществить этот план не удавалось. В 1860-х годах, после серии крупных пожаров, снова был поднят вопрос об устройстве здесь дороги. Городские власти выпустили серию рекомендаций по переустройству территории, но в итоге эти рекомендации остались невостребованными. В 1878 году на Малой Охте на постоянной основе был расквартирован 145-й Новочеркасский пехотный полк. В 1884 году началось строительство каменных казарм для солдат, а в 1887 году на карте города появилась названная по полку Новочеркасская улица. Она проходила от полковых казарм на юг, через малоохтинские огороды. В 1903 году городские власти объединили Новочеркасскую улицу и часть существующего тогда Среднего проспекта. Таким образом появился Новочеркасский проспект, оканчивавшийся тогда вблизи Малоохтинского старообрядческого кладбища.
В 1930-х годах началась реконструкция района Малой Охты. Этот район стал первым в городе, где началось массовое типовое жилищное строительство, которое продолжилось и в послевоенные годы. В 1956 году в состав Новочеркасского проспекта вошли весь оставшийся Средний (до Республиканской улицы) и Дальневосточный (от Республиканской до Гранитной улицы) проспекты. В 1950-х годах Новочеркасский проспект стали пересекать новые Таллинская и Гранитная улицы, а также Заневский проспект. На рубеже 1950—1960-х годов на пересечении Новочеркасского и Заневского проспектов была сформирована Заневская площадь.
Отрезок от Таллинской до Гранитной улицы сформирован пятиэтажными домами, стоящими близко к тротуарам без вертикальных домов-акцентов. Проспект был решён как бульвар, с трамвайной линией в середине, но отмечается, что с архитектурной точки зрения территория получилась «заунывной».
Солдаты Новочеркасского полка принимали активное участие в событиях 1917 года, а в феврале 1918 года казармы этого полка служили местом формирования первых двух стрелковых батальонов Красной Армии. В ознаменование этого образованный здесь в 1973 году административный район стал называться Красногвардейским, а с 1983 по 1990 годы название Красногвардейский носил и проспект.

## Достопримечательности
- Дом № 1 — дом Морского ведомства (Главного гидрографического управления) (арх. Н. И. Малеин (?), 1913—1914). 15 мая 1721 года на этом месте по указу Петра I была основана Инструментальная мастерская при Петербургском Адмиралтействе. Ныне здесь располагается Завод штурманских приборов. В начале 2024 года дом получил статус объекта культурного наследия регионального значения[2].
- Дом № 2 — большое производственное здание с остеклённой призматической башней, завершающее перспективу Среднеохтинского проспекта (арх. Б. И. Козырев, А. И. Козулин, Ю. В. Комаров, 1972), построенное для ЦКБ машиностроения. В этом конструкторском бюро ещё с 1940-х годов разрабатывались центрифуги для разделения изотопов урана. Предприятие являлось ведущим в области разработок насосов в атомной энергетике. Ранее на этом месте располагалась церковь святого Александра Невского (арх. Э. Э. Дунин-Барковский, 1896).
- Дом № 3а / Малоохтинский пр., 2б — 1913—1914, 1951—1959, архитекторы Н. И. Малеин, Л. Г. Иванов, Д. П. Бурышкин. Здесь находилось Главное гидрографическое управление Российской империи, с 1950-х по начало 1960-х годов — Военно-морское политическое училище имени А. А. Жданова, затем Военно-морское училище инженеров оружия. В 1961—2000 годах 28-й научно-исследовательский институт ВМФ.
- Дома № 4 А—Д — комплекс казарм Новочеркасского пехотного полка (автор не установлен, 1870-е годы).  памятник архитектуры (вновь выявленный объект)[3]. В конце марта 2016 года собственник зданий ООО «Усадьба» предпринял попытку несогласованного демонтажа перекрытий в двух корпусах, выходящих на Новочеркасский проспект.
- Дом № 8, корпус 1 — здание дома призрения престарелых бедных женщин в память графа Кушелева-Безбородко и К. К. Злобина, арх. Н. А. Виташевский, 1903—1904. С 2024 года — объект культурного наследия регионального значения[4].
- Дом № 8, корпус 3 781610568370005 — здание приюта человеколюбивого общества для престарелых девиц и вдов имени Николая и Марии Тепловых. Арх. Н. А. Виташевский, 1903—1904.
- Дом № 17 — дореволюционное здание, объединённое в 1949 году с соседним домом № 19[5].

## Пересечения
- улица Помяловского
- Весенняя улица
- Республиканская улица
- Перевозный переулок
- Заневский проспект и Заневская площадь
- Таллинская улица
- Рижская улица
- Гранитная улица

## Транспорт
По проспекту проходит троллейбусная линия, которой пользуются троллейбусы № 1, 7 и 33; а также трамвайная линия для маршрутов № 7, 10, 23, 39 и 65.